# Język takuu
Język takuu (a. taku, tau, tauu), także mortlock – język z grupy polinezyjskiej języków austronezyjskich używany przez mieszkańców atolu Takuu w prowincji Bougainville w Papui-Nowej Gwinei. Według danych z 2011 roku posługuje się nim 580 osób.